# Walter Martos
Walter Roger Martos Ruiz (Cajamarca, 11 de febrero de 1957-Lima, 7 de enero de 2025) fue un militar peruano. Fue presidente del Consejo de Ministros del Perú del gobierno de Martín Vizcarra desde el 6 de agosto hasta el 10 de noviembre de 2020, así como también ministro de Defensa entre 2019 y 2020.

## Primeros años
Nació el 11 de febrero de 1957 en la ciudad de Cajamarca. Realizó sus estudios escolares en el Colegio Cristo Rey Maristas. Durante su juventud, ingresó a la Escuela Militar de Chorrillos, de la cual egresó en la Promoción 1978 Teniente Luis García Ruiz, en la especialidad de Ingeniería. Estudió una maestría en Planeamiento Estratégico y Toma de Decisiones en la Escuela Superior de Guerra del Ejército y otra en Gestión y Desarrollo en el Instituto Científico y Tecnológico del Ejército.

## Carrera militar
- En 2006, fue designado como director de la Escuela Militar de Chorrillos.
- El 4 de enero de 2010, se le delegó la Comandancia de Educación y Doctrina.[4]
- El 1 de enero de 2011, ascendió al grado de General de División. En el mismo año, fue designado como comandante general de la Región Militar del Norte.
- En junio de 2012, fue nombrado jefe del Estado Mayor General del Cuartel General del Ejército.
- En 2013 fue nombrado jefe de Estado Mayor Conjunto de las Fuerzas Armadas y pasó al retiro, en diciembre de ese mismo año, por razones de renovación.[5]
- Ha sido también director del Centro de Idiomas del Ejército, director de la Escuela de Ingeniería y de la Escuela Superior de Guerra.

## Ministro de Estado
El 3 de octubre de 2019, juró como ministro de Estado en el despacho de Defensa, formando parte del gabinete ministerial presidido por Vicente Zeballos, del gobierno de Martín Vizcarra. Reemplazó en el cargo al vicealmirante en retiro Jorge Moscoso como parte de la renovación del Consejo de Ministros luego de la disolución del Congreso del Perú.
El 6 de agosto de 2020 asumió la Presidencia del Consejo de Ministros, siendo el último en ejercer dicho cargo en el gobierno del presidente Vizcarra, que terminó siendo vacado por el Congreso. Presentó entonces su renuncia, que fue aceptada el 10 de noviembre del mismo año.